# Bílbilis

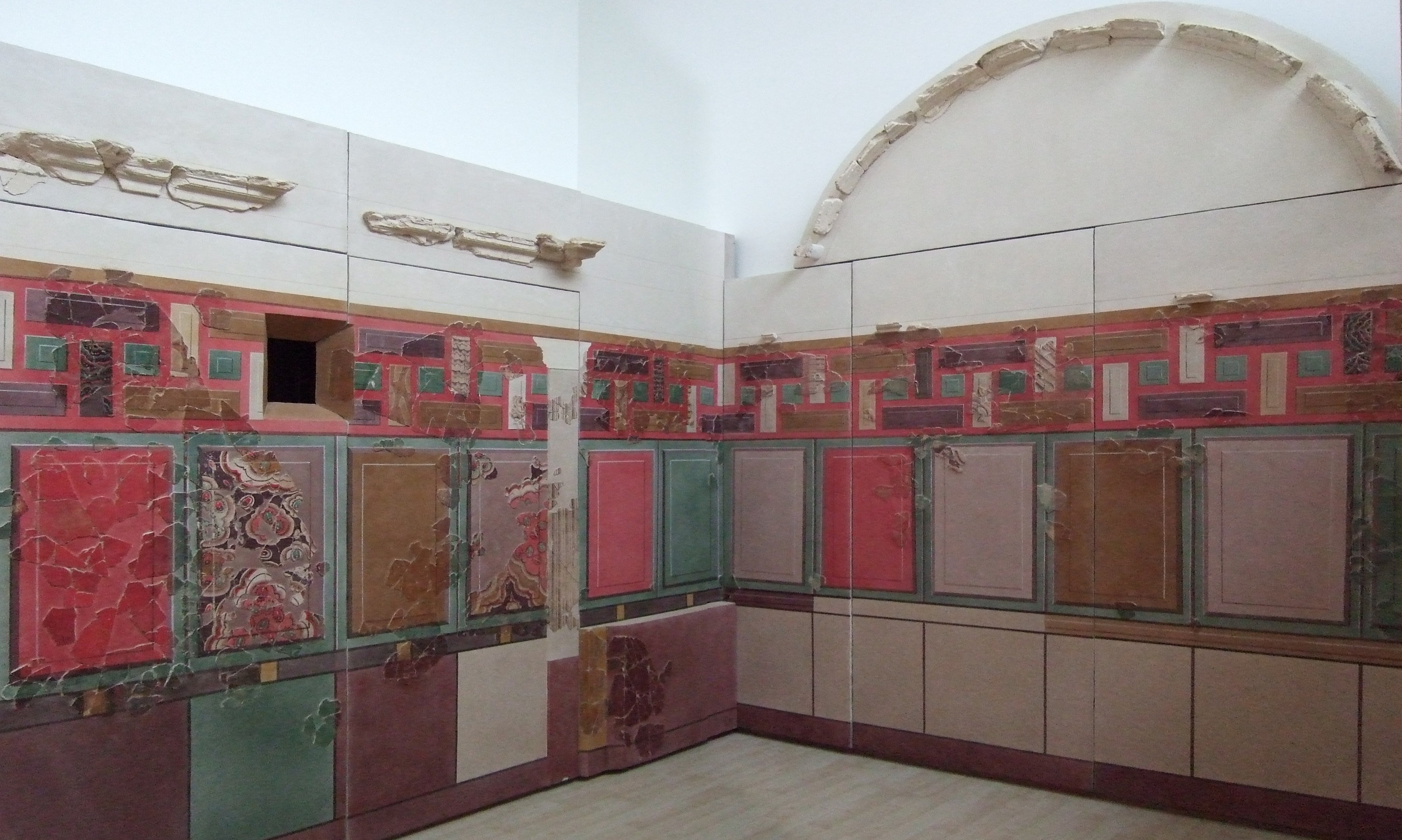
Reconstrucción de las pinturas de un cubículo (dormitorio) de Bílbilis. Museo de Calatayud.

Bílbilis () fue una ciudad prerromana y romana de la península ibérica situada sobre la colina de Bámbola, entre los ríos Jalón y Ribota, en la localidad de Huérmeda, a escasos kilómetros de Calatayud (Zaragoza) ciudad que le debe el gentilicio, pues los habitantes de Calatayud son bilbilitanos. En el siglo III aparece relacionada en el Itinerario Antonino A-24 y en el Itinerario Antonino A-25 encabezado con el título de Alio itinere ab Emerita Cesaragustam 369 que significa Otro camino de Mérida a Zaragoza, 369 millas, entre las plazas de Aquae Bilbilitanorum y Nertobriga (Tarraconense).
Perteneció al convento jurídico cesaraugustano en la Hispania Tarraconensis y acuñó moneda con caracteres ibéricos primero y posteriormente como municipio romano en tiempo de Augusto. En esta ciudad nació, vivió tras su regreso de Roma y murió el poeta latino Marco Valerio Marcial.
Actualmente, está considerada como BIC (Bien de Interés Cultural) (fue declarada Monumento histórico-artístico perteneciente al Tesoro Artístico Nacional mediante decreto de 3 de junio de 1931).

## Origen

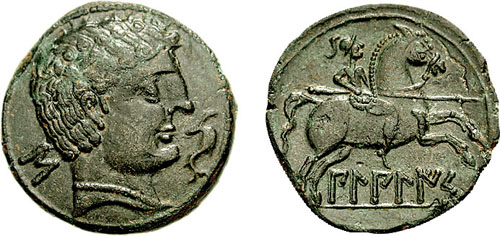
Moneda celtibérica con un jinete con lanza a la carga de Bílbilis,

La Bílbilis indígena era celtíbera y debió situarse en las alturas del cerro de Bámbola y parte del San Paterno. Sus habitantes pertenecieron al grupo de las tribus celtibéricas de la Hispania Citerior conocida como la tribu de los lusones, de quienes era su capital.
El primer contacto entre los lusones y los futuros conquistadores se produjo seguramente en el siglo II a. C., cuando Quinto Fulvio Flaco pretendió establecer una ruta segura entre la Celtiberia y la costa mediterránea, aunque no fue hasta el siglo I cuando poco a poco la cultura romana, su lengua y costumbres fueron adentrándose y adueñándose de una cultura indígena hasta asimilarlas a los modos de vida romanos.
El origen del nombre romano Bilbilitanorum se debe a los apellidos de sus nobles fundadores y patricios procedentes de Italia, sus nombres eran Nemestrino y Cornelio Bilibio. En latín, Nemestrinus et Cornelius, fillii Publium. La familia italiana Bilibio también fue responsable de la colonización de Bilbilis y Bilibio, de ahí los nombres de las localidades.
Sin embargo, la primera cita en la que aparece la ciudad o castro celtibérico de Bilbilis es de Estrabón (s. I). El autor romano ya la nombra como ciudad celtibérica con ese mismo nombre en plena época de las guerras sertorianas.[cita requerida]
Lo mismo se podría decir de los riojanos cerros de Bilibio, en pleno solar de los celtas berones, lugar áspero y elevado sin ninguna huella romana y sí, en cambio, con restos arqueológicos típicamente castreños.[cita requerida]

## Época de Augusto

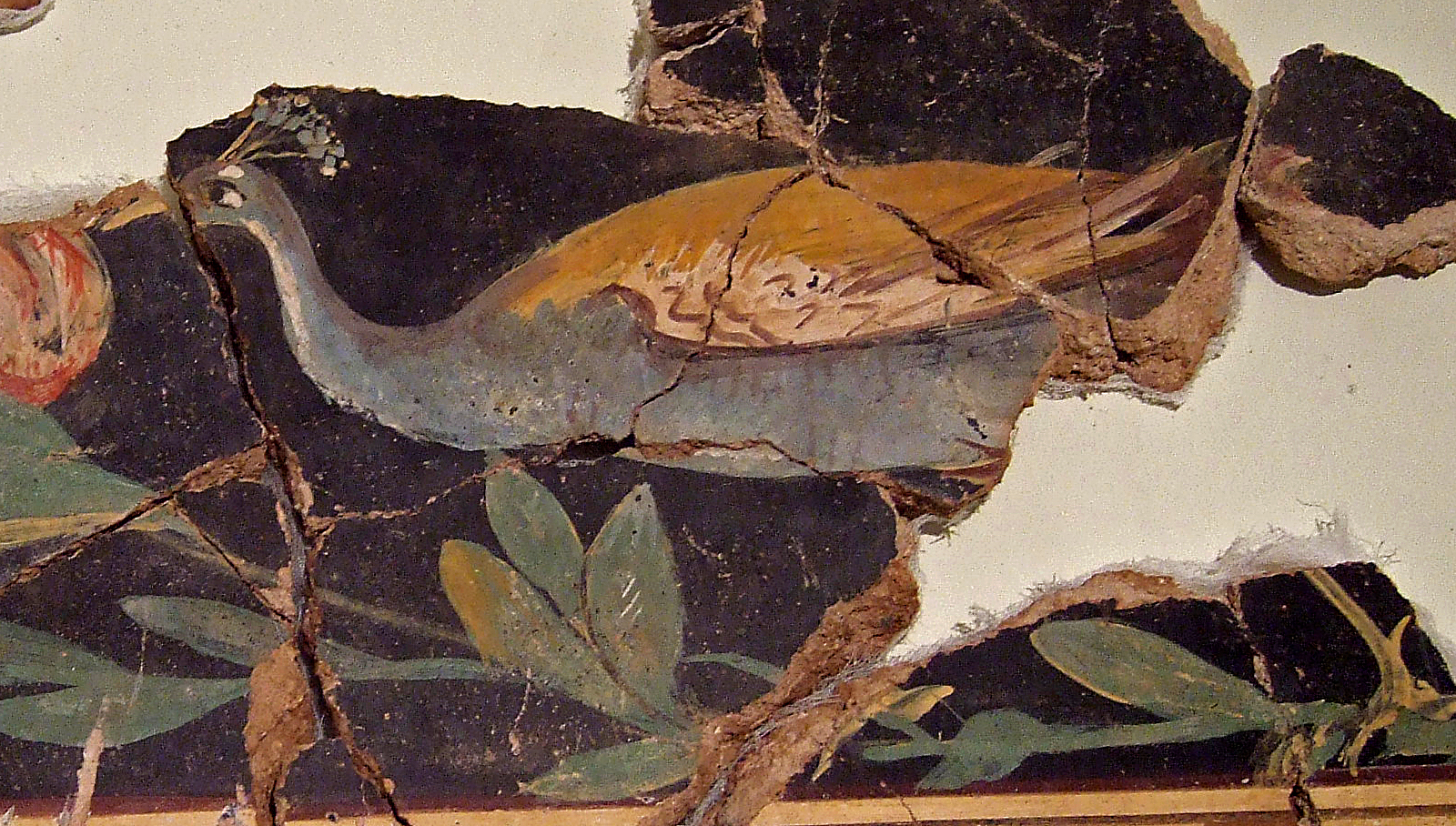
Friso del pavo real. Pintura de Bílbilis (hacia el año 50), Barrio de las termas, Insula I, Domus 3, stancia 29. Museo de Calatayud.

Las modificaciones del terreno para la monumentalización de la ciudad son de época augústea. Tuvo su apogeo en el siglo I, fue decayendo en el siglo II y abandonándose paulatinamente hasta que en el siglo III quedó semidesierta.
Con Hispania pacificada, a la muerte de Julio César, Augusto emprende una serie de reformas administrativas incluyendo a Bilbilis en el Convento Jurídico Caesaraugustano en la provincia Tarraconense. La ciudad obtiene el rango de Municipium, pasando de ser de Bilbilis Itálica a Municipium Augusta Bilbilis y gozando desde entonces, por tanto, del derecho y ciudadanía romana.
En esta época, mediante una serie de costosas y complejas obras de adaptación al terreno, la ciudad se estructuró al modo romano, adaptándose a las nuevas necesidades con infraestructuras y servicios, comunicaciones y equipamientos con una funcionalidad inherente al pensamiento de Roma, así como también al carácter teatral de su monumentalidad, convirtiéndose en el centro político, administrativo, económico y social de la región.
Para desarrollar estas funciones, la ciudad se dotó de un complejo urbano formado por plaza porticada, templo, basílica y curia, constituyendo junto al teatro un mismo conjunto.
Se construyeron termas, ninfeos y una compleja red hidráulica a base de cisternas adaptadas a las curvas de nivel del terreno que le aseguraban un permanente abastecimiento de agua.

### Urbanismo

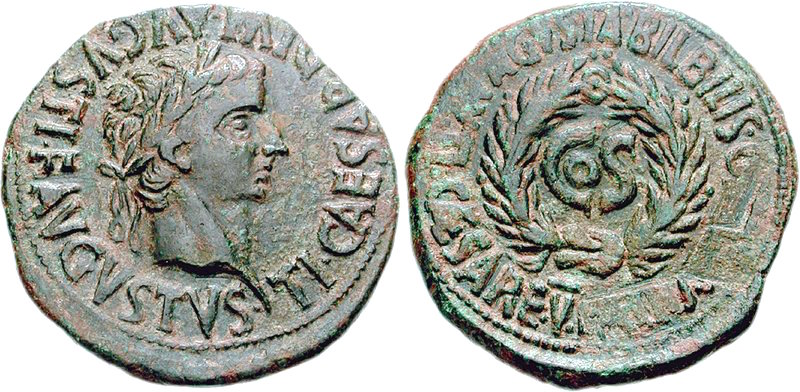
Moneda del municipium Bilbilis con damnatio memoriae de Lúcio Élio Sejano acuñada bajo Tiberio para conmemorar el consulado de Sejano.

La topografía impone una ordenación del terreno en terrazas con calles empinadas, cuestas y rampas, que contrasta con el esquema reticular habitual de una ciudad romana. La comunicación entre terrazas se realizaba mediante rampas útiles al tránsito de personas y vehículos mediante un trazado serpenteante adaptado a la ladera de los cerros, mientras que otras calles perpendiculares a éstas y con mayor pendiente eran de uso preferentemente peatonal con escaleras a ambos lados y conformaban las manzanas de viviendas.
La parte central de la ciudad quedó reservada para el conjunto monumental principal, el foro y el teatro. Hacia este lugar convergían los dos caminos principales de acceso que partían de las puertas que se abrieron en sus murallas, una en la parte baja, junto a la vega del río Jalón y otra hacia el teatro. Este conjunto era visible desde la vía romana cercana y, por tanto, tendría además un efecto "propagandístico" de los beneficios de la civilización romana.

### El foro

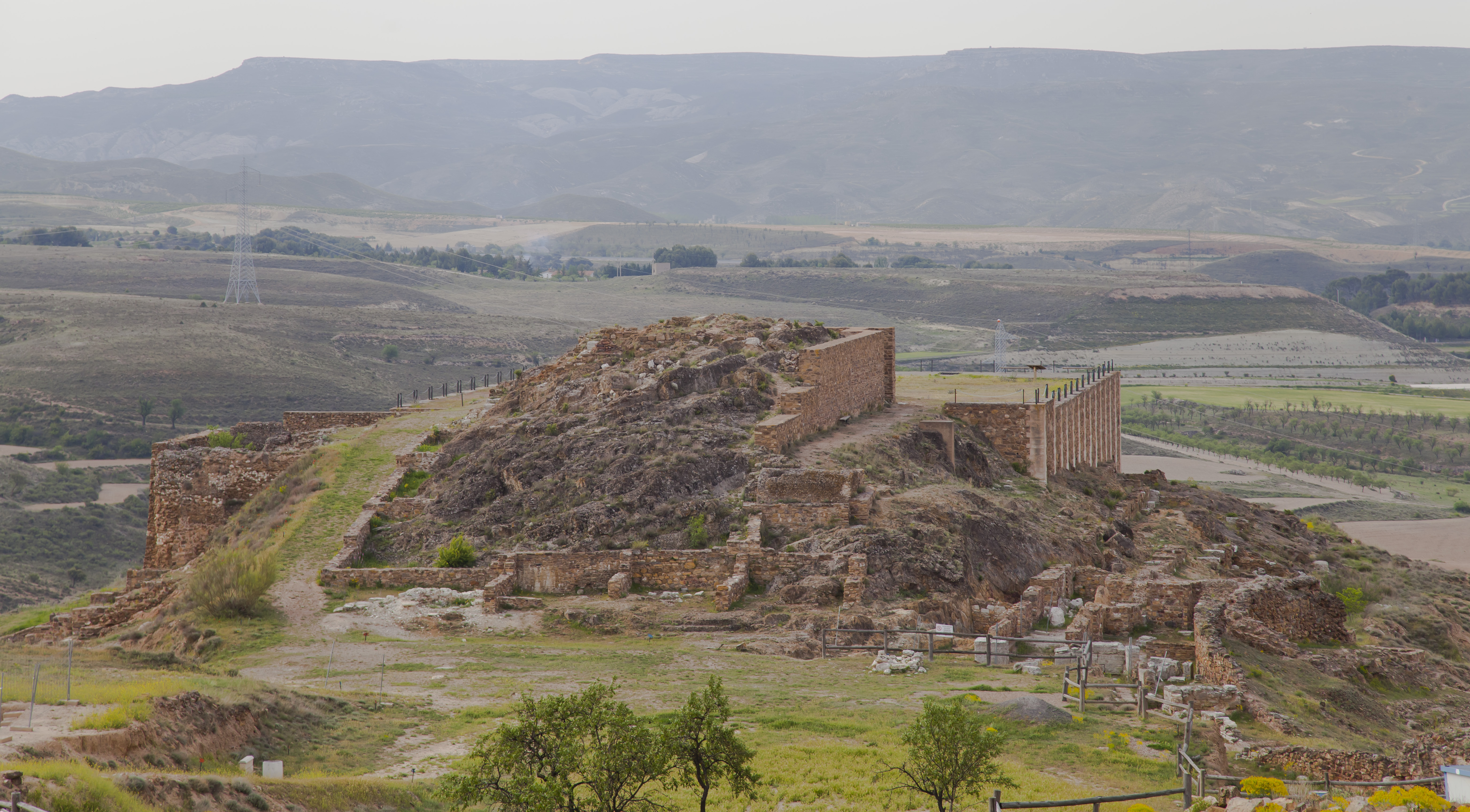
Foro de Bílbilis con base del templo al frente.

Se trata de un Foro monumental planificado de una vez y algo desproporcionado y alejado de los cánones vitruvianos, con un aspecto escenográfico que parece responder a un interés por dar a conocer su filiación romana. Situado en la parte alta de la ciudad, se encuentra decorado con mármoles y estatuas, enmarcado por pórticos, con basílica, curia, criptopórticos y templo y con una plaza prácticamente cuadrada.
Se terminó durante la época del emperador de Tiberio, si bien, sufrió modificaciones posteriores en época del gobierno de Trajano.

### El teatro

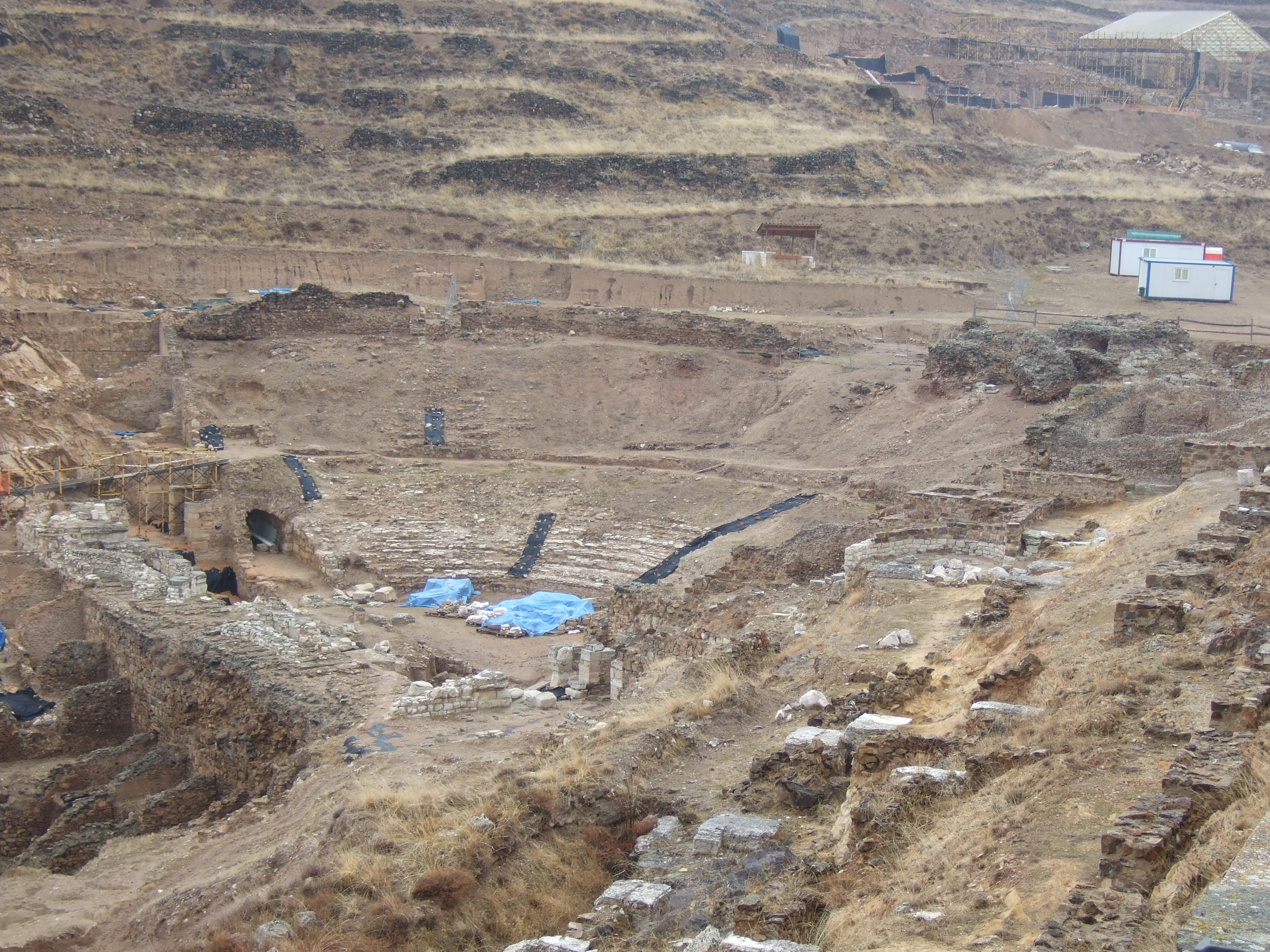
Teatro de Bílbilis.

El teatro forma un todo único con el foro, al que está vinculado por una serie de pórticos y pasillos de comunicación, iniciándose la construcción de ambos al mismo tiempo. Presenta una escena de dos pisos con capiteles corintios en ambos, y tres valvae y aprovecha las vertientes naturales, rellenando las zonas deprimidas y tallando de forma escalonada la roca en las zonas prominentes. 
Hay que concebirlo como un edificio de espectáculos con carácter comarcal, ya que su capacidad, cercana a los 4500 espectadores, excede con mucho las necesidades de la pequeña ciudad.

### Las termas

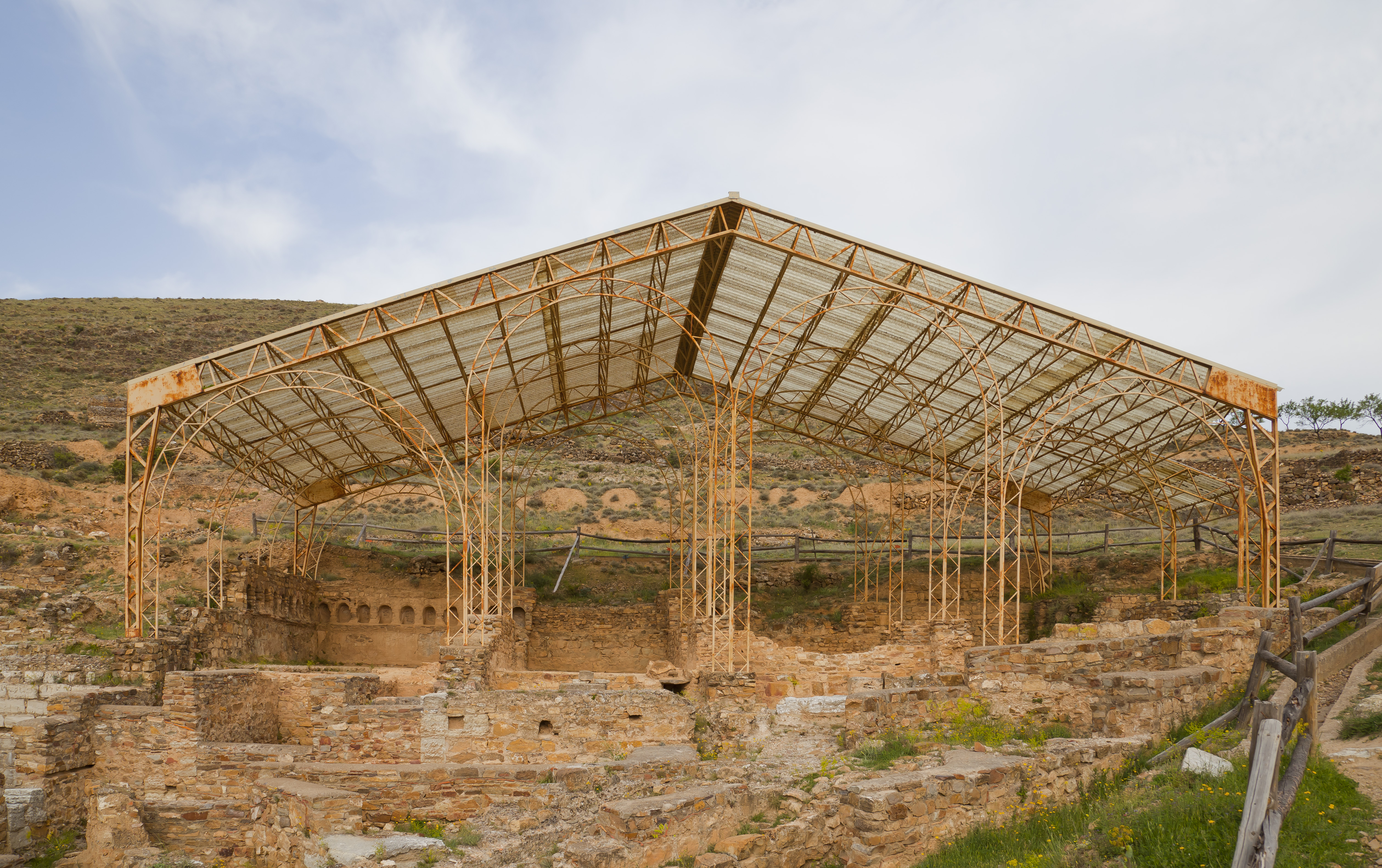
Vista de las termas.

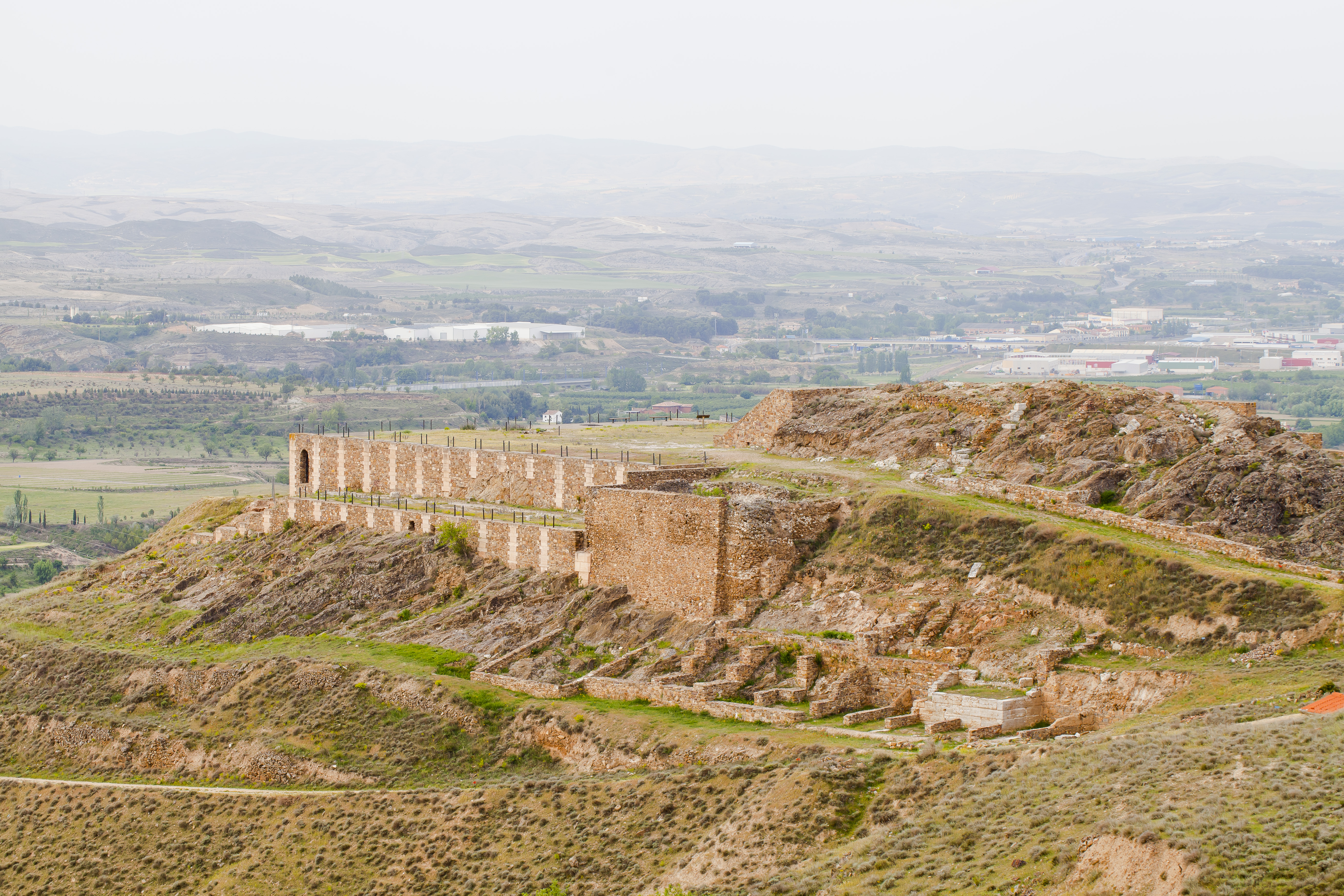
Edificaciones.

Se sitúan dentro de la ciudad y corresponden a un modelo provincial, de distribución lineal y simple, asentadas en una ladera, y rodeadas por varias cisternas que las abastecían de agua. Las salas de estas termas ―con su abastecimiento de agua y calefacción, sus lugares para dejar la ropa y las pertenencias personales, las piscinas de agua caliente y fría, una schola labrum junto al caldarium, letrinas y otras dependencias― estaban decoradas con conjuntos pictóricos de gran calidad, realizados por un equipo de pictores itálicos que recorrieron varios lugares del Valle del Ebro, Bílbilis, Arcóbriga, etc. Varios de los frescos que decoraban las termas pueden ser vistos en el Museo de Calatayud.

## Restos conservados en el Museo de Calatayud
Gran parte de la exposición permanente del Museo de Calatayud está formada por piezas arqueológicas procedentes de Bílbilis. Entre ellas destacan los conjuntos pictóricos, la colección numismática de la ceca bilbilitana y la colección escultórica de retratos de la familia julio claudia hallados en la zona del teatro. Entre ellos, es de especial interés el de Augusto "capite velato" hallado a finales de 2009, uno de los pocos ejemplos de este retrato oficial encontrados en Hispania. 

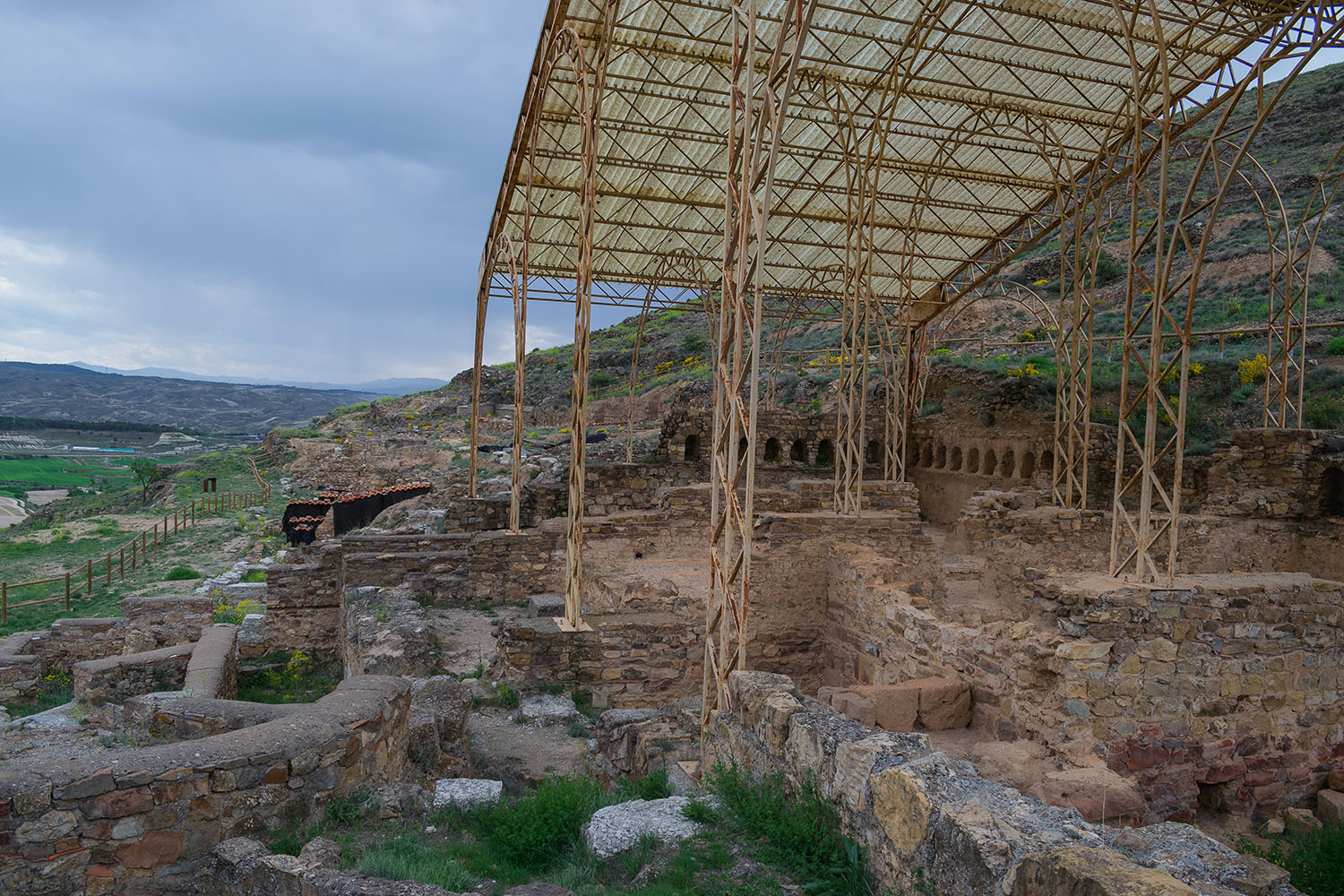
Termas de Bilbilis Augusta.
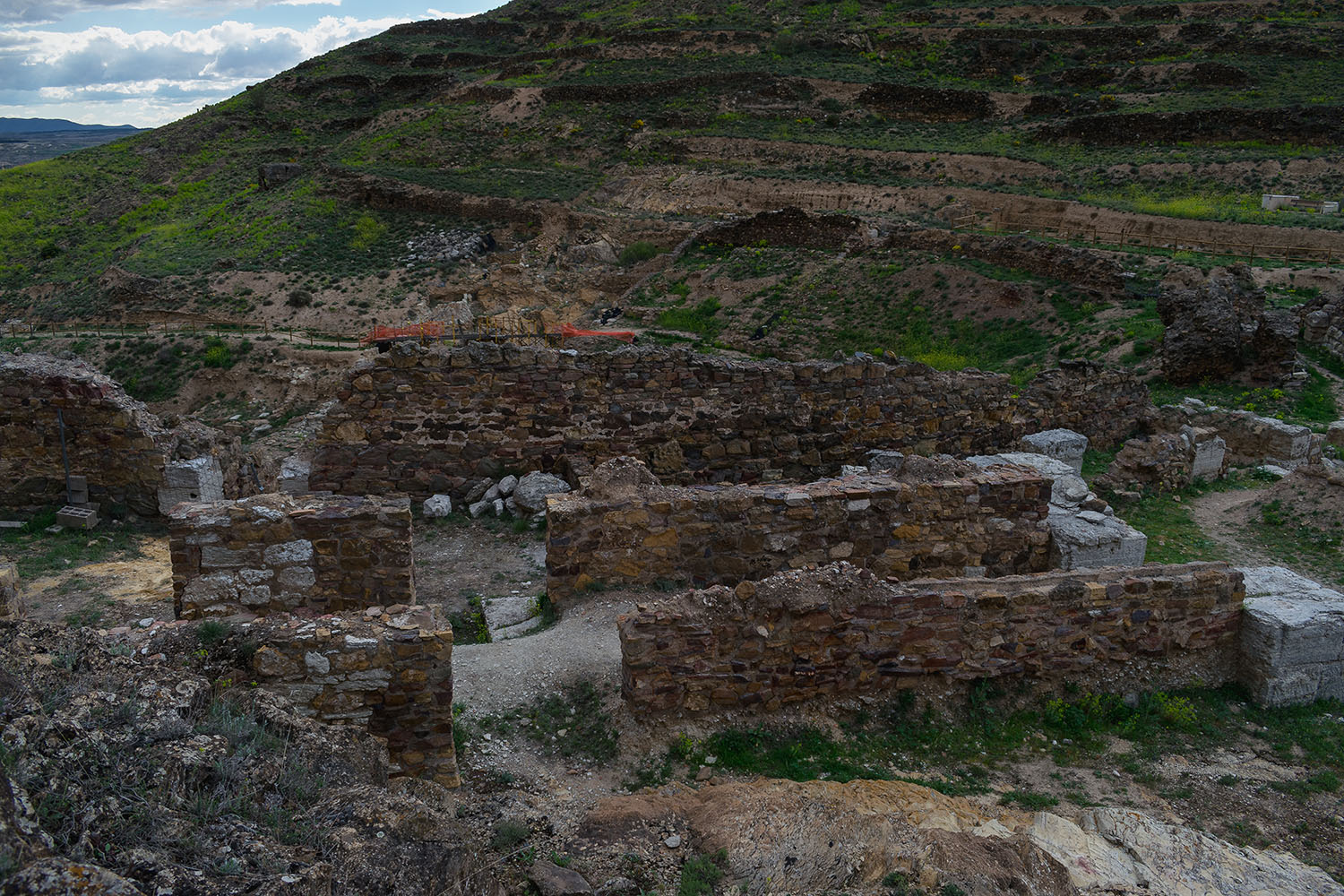
Sitio arqueológico de Bilbilis Augusta.
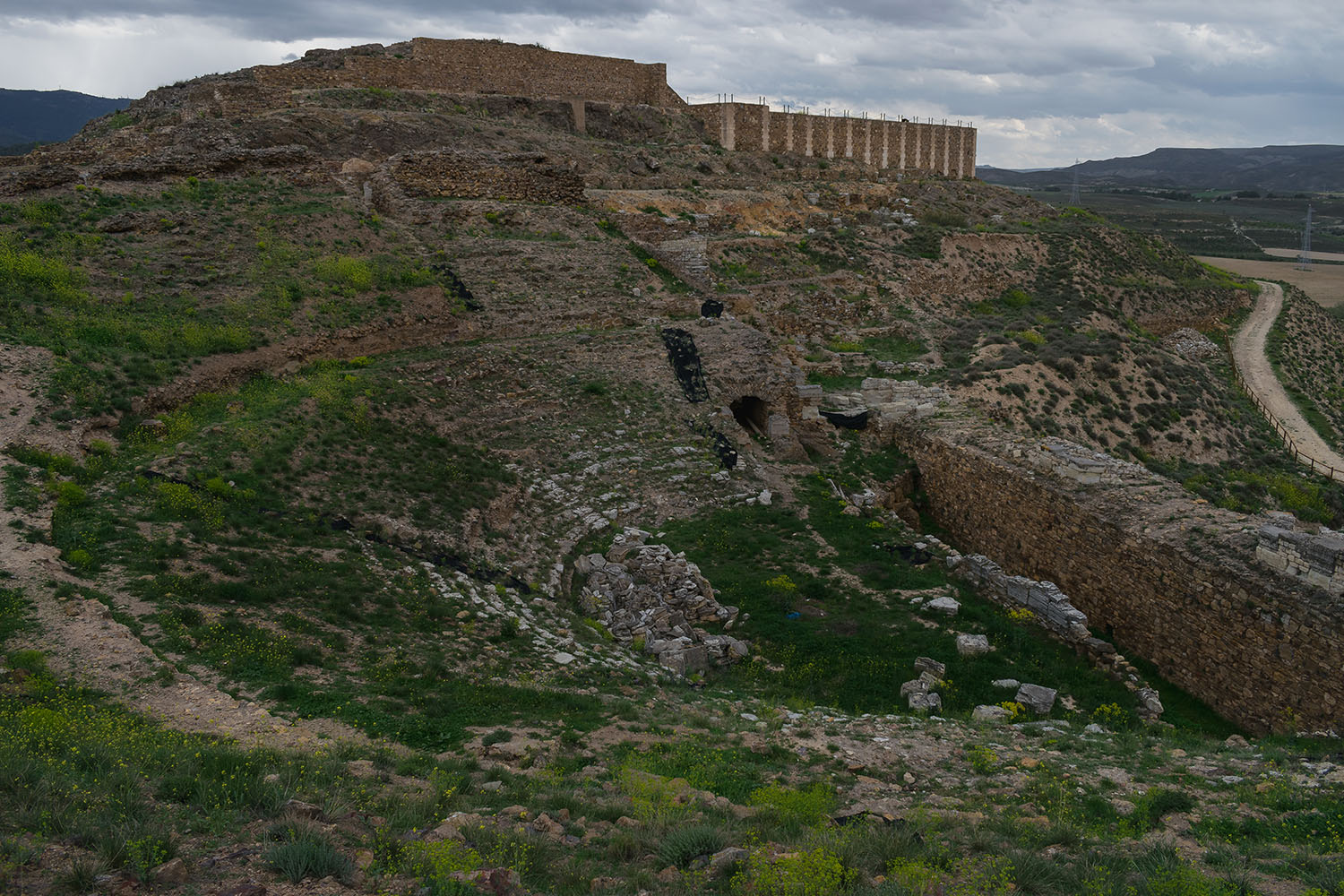
Restos del teatro de Bilbilis Augusta.
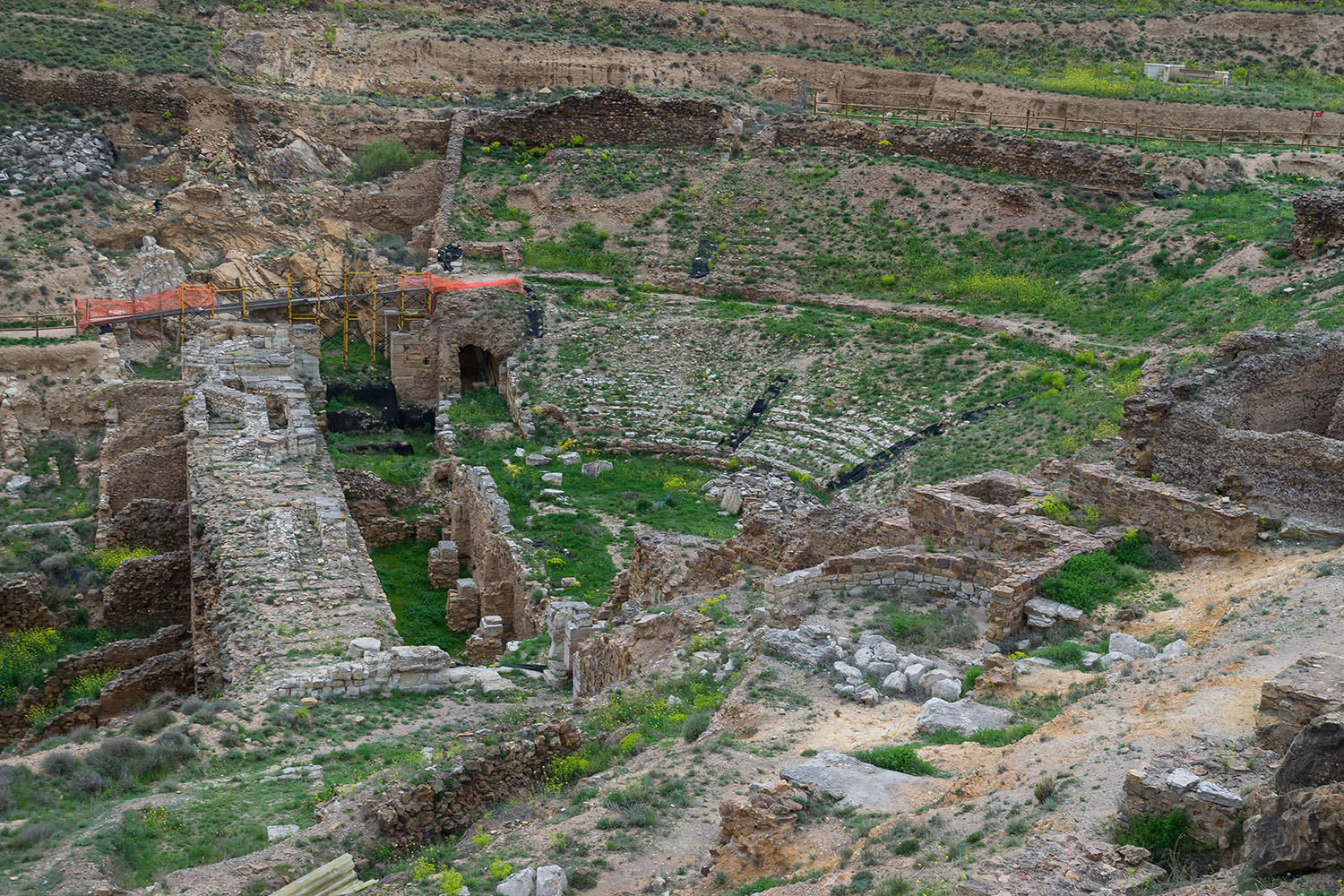
Restos del teatro de Bilbilis Augusta.
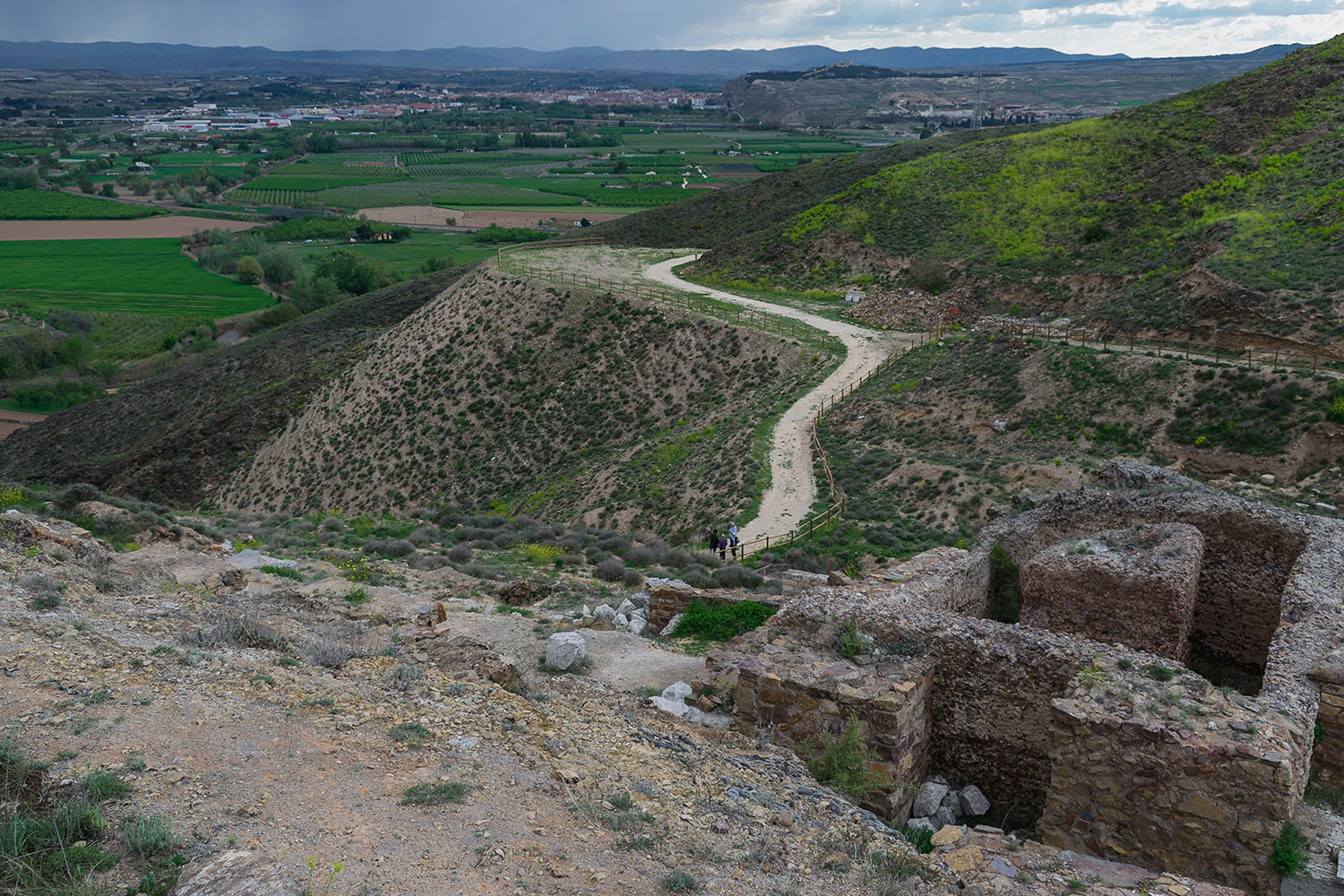
Restos de Bilbilis Augusta.

## Conservación
Durante el año 2005, se intervino en el Teatro romano sobre todo en la cávea. Al término de la excavación se realizaron trabajos de laboratorio, topografía y restauración. También se promovió la protección de restos hallados como pinturas murales y objetos muebles.
En 2019 se lanza la propuesta de Plan Director para el yacimiento.
En 2020 se aprueba un plan de desbroce.